# 의령 내제리 소강재
의령 내제리 소강재(宜寧 來齋里 昭岡齋)는 대한민국 경상남도 의령군에 있는 조선시대의 건축물이다. 2010년 12월 9일 경상남도의 문화재자료 제523호로 지정되었다.

## 개요
의령 낙서면 내제리 소산 아래에 있으며, 몽헌 이동주를 숭모하여 벽진이씨 후손들이 건립한 재실로 근대기 재실건축 원형을 잘 보전하고 있으며, 구조형식과 창호에 근대기 이후 주의식의 변화와 시공의 용이와 장식성을 강조하는 세부수법이 반영된 건축이라는 점에서 건축사적ㆍ문화재적 보존 가치가 있다.

## 참고 자료
- 의령 내제리 소강재 - 국가유산청 국가유산포털